# Система физических величин
Систе́ма физи́ческих величи́н (далее СФВ) — совокупность взаимосвязанных физических величин, образованная по принципу, когда одни физические величины являются независимыми (основными физическими величинами), а другие являются их функциями (производными физическими величинами). СФВ представляет собой структурную схему связей или алгебраическую диаграмму операторов физических величин. Эти связи описываются математическими выражениями, называемыми определяющими уравнениями.

## Примеры СФВ
1. Международная система величин (фр. Système International de grandeurs, англ. International System of Quantities, ISQ). Использует размерные электрическую и магнитную постоянные и рационализированную запись формул (в уравнениях Максвелла отсутствует коэффициент 4π).
В качестве основных физических величин в ISQ используются:
- L — длина.
- М — масса.
- Т — время.
- I — электрический ток.
- Θ — термодинамическая температура.
- J — сила света.
- N — количество вещества.

Когерентной системой единиц для ISQ является Международная система единиц СИ.
2. Периодическая таблица законов в физике Бартини
- L — пространство,
- T — время.

Свою гипотезу для отношения между фундаментальными физическими константами Бартини попытался (возможно в шутливой форме) описать в своей статье.

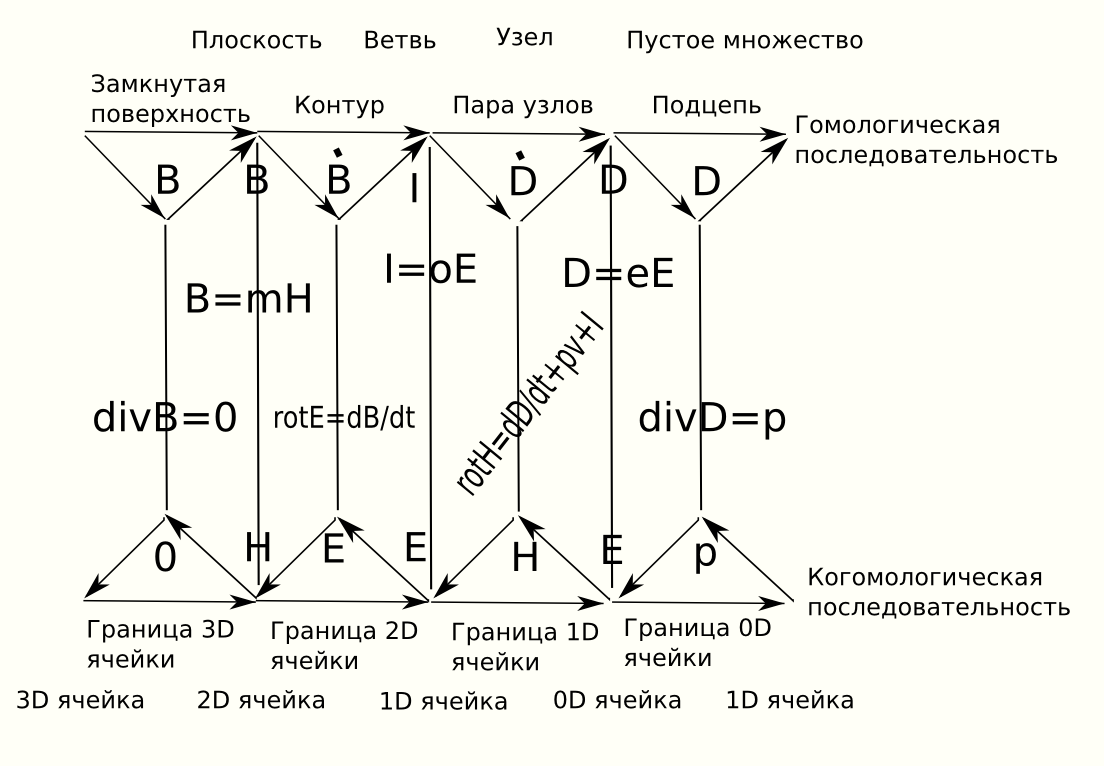
Алгебраическая диаграмма уравнений Максвелла для электромагнитного поля (Крон, Рос)

3. Коммутативная диаграмма Крона или СФВ вводит понятие многогранных алгебраических диаграмм и 8 тензоров:
- ea  — электрическое напряжение,
- b'a — сила тока,
- ha  — приложенное электрическое напряжение,
- d'a — приложенная сила тока,
- Ea  — напряжённость электрического поля,
- B'a — магнитная индукция,
- Ha  — напряжённость магнитного поля,
- D'a — электрическое смещение.

Которые соответствуют физическим величинам из законов Кирхгофа и уравнений Максвелла. Он применяет СФВ для метода многогранников (обобщение линейного метода Крона для электрических машин для случая распространения волн через сами машины или пространственные фильтры). Одна стрелка на многогранной диаграмме соответствует тензору c октонионами (многогранной совокупности тензоров).
СФВ тесно связаны с задачами моделирования и описания физической реальности на языке Verilog-AMS.
На практике термин «СФВ» применяется редко. Обычно говорят о формулах в системах единиц (СИ, СГС и т. д.), даже если в исследовании единицы измерения и числовые значения величин не используются.

## Системы единиц физических величин
С понятием СФВ тесно связано понятие системы единиц физических величин (СЕФВ). Система единиц называется когерентной для данной системы величин, если единицы измерения производных величин (производные единицы) в системе единиц когерентны, то есть представляют собой произведения степеней единиц основных величин (основных единиц) с коэффициентами пропорциональности, равными единице.